# Constantin Frosin
Constantin Frosin (n. 12 octombrie 1952, Vetrești-Herăstrău, România – d. 10 octombrie 2020, Galați, România) a fost un scriitor și traducător român, cu rezultate remarcabile în Franța. 

## Biografie
Studii
Licențiat în filologie: 1976 – Universitatea din București, România. Doctor în filologie (Magna cum Laude): 2000 – Universitatea din București, cu o Teză condusă de Acad. Eugen Simion (“Schimbarea limbii, schimbarea scriiturii ?”).
Funcții profesionale: 
Liceul Teoretic Adjud (apoi Liceu de chimie) : 1976 – profesor titular de limba franceză
Centrala Industrială Navală (CIN) Galați : 1980 – traducător cu studii superioare
ICEPRONAV Galați: 1983 – traducător cu studii superioare
Liceul de chimie Adjud: 1986 – profesor de limba franceză
Editura Porto Franco, Galați : 1990 – lector  redactor de carte
Universitatea « Dunărea de Jos » din Galați : 1992 – lector asociat de limba franceză ; 1993 –   lector titular de limba franceză ; 2000 – Doctor în Filologie
Universitatea « Danubius » Galați : 2000 – lector doctor, 2001 – conferențiar, din 2003, profesor
De la 1 octombrie 1993 a funcționat ca lector titular la Univ. "Dunărea de Jos" – Galați (după ce, în anul univ. 1992-1993 fusese lector asociat). În prezent, este profesor la Universitatea Danubius din Galați. Între anii 2003-2005, a fost decanul Facultății de Științe ale Comunicării. 
Interese științifice:
Teoria și Arta Traducerii
Dicționaristica
Literatura română de expresie franceză
Poeții români de expresie franceză
Geo-istoria spirituală a Europei
Francofonia – entitate paneuropeană
Literatura diasporei
Afilieri
- membru al : A. D. E. L. F. (Association des Ecrivains d’Expression Française)
- membru al S. P. A. F. (Société des Poètes et Artistes de France)
- mebru al S. P. F. (Société des Poètes de France)
- membru Corespondent al Academiei Europene (coleg cu Dan BERINDEI, Virgil CÂNDEA, Răzvan THEODORESCU, Dan HĂULICĂ)
- membru al Academiei Francofone
- membru al Academiei Internaționale din Luteția [5]
- membru al PEN CLUB Francez
- membru al PEN CLUB Belgian
- membru al Societății Europoésie (Paris)
- membru al Uniunii Scriitorilor din România
- membru al Asociației Scriitorilor de Limbă Română din Québec

### Activitatea literară
Domenii de competență : 
- 1. Tehnica și arta traducerii (curs publicat) ;
- 2. Stil și stilistică ;
- 3. Argoul francez : a publicat primul dicționar de acest fel în România – editura Nemira, 1996 ;
- 4. Literatura română de expresie franceză – Teza de Doctorat, apărută la editura Eminescu, București, 2000 ;
- 5. Atestat de Consilier Editorial (necesar pentru a asuma direcția unei edituri românești, încă din anul 1992) ;
- 6. Atestat de Ziarist Profesionist (membru AZR din anul 1991) ;
- 7. Expert în problemele Francofoniei, membru al Academiei Francofone încă din 1991, numeroase relații la nivel înalt.
- 8. Officier des Arts et Lettres. Diplomă emisă de Ministerul Afacerilor Externe din Franța.
- 9. Director al revistei Curierul Internațional al Francofiliei

## Volume publicate
(1) L’IVRE DE PEAU HÉSI(T)E, éd. L’Etoile d’Argent, Belgia, 1992 
(2) IKEBANA EN MIETTES, éd. Alma, Galați, 1994 
(3) MOTS DE PASSE, éd. L’Ancrier, Franța, 1995 
(4) POÈMES, éd. Résurrection, Franța, 1995
(5) POUR DE BON, ed. Geneze, Galați 
(6) CARNET, éd. L’Arbre à plumes, Belgia, 1996
(7) PAGES POÉTIQUES, éd. Europoésie (Franța) - Editions en Marge (Canada), 1997 
(8) TOUT EN VOUS AIMANT, éd. Les Dits du Pont d’Avignon, Franța, 1997, 
(9) HYMNE À LARMES HONNIES, ed. Cartfil, România, 1997 
(10) À LA BELLE ÂME, Colecția revistei ORFEU, Târgu-Mureș, 1999 
(11) BOSSUE, L’INTERROGATION, ed. NUOVE LETTERE, Italia, 2001 
(12) ART ET TECHNIQUES DE LA TRADUCTION, ed. Fundației Universitare "Dunărea de Jos", Galați, 2000 
(13) DICȚIONAR DE ARGOU FRANCEZ-ROMÂN, ed. Nemira, București, 1996 
(14) SCHIMBAREA LIMBII NU ÎNSEAMNĂ SCHIMBAREA LA FAȚĂ ! ed. Eminescu 
(16) LE FRANÇAIS JURIDIQUE, ed. Fundației Academice "Danubius", Galați (aperçu) 
(17) STYLISTIQUE ET TERMINOLOGIE DE L’ÉCONOMIQUE, ed. Fundației Academice "Danubius", Galați, 2000. 
(19) POUR UNE MEILLEURE PRATIQUE DU FRANÇAIS, éd. L’Harmattan Editeur, Franța (cca 450 pag.) – trimis deja primele fascicule. 
(21) PLUS PRÈS DE DIEU QUE JAMAIS, ed. N’Ergo, Galați, 2001 
(22) ENTRE LE LUTH ET LE MARBRE, ed. Eminescu, București, 2001
(23) LE FRANÇAIS JURIDIQUE, première partie, ed. Fundației Academice Danubius, Galați, 2001 (434 p.) 
(24) LE FRANÇAIS JURIDIQUE, seconde partie, ed. Fundației Academice Danubius, Galați, 2001 (442 p.) 
(25) DICTIONNAIRE JURIDIQUE FRANÇAIS-ROUMAIN, ed. Fundației Academice Danubius, Galați, 2002 (cca 600 p.) 
(26) DU NON SENS AU PARADOXE, éd. Le Brontosaure, Franța, 2002 
(27) PENSEZ-VOUS FRANÇAIS ? éd. Le Brontosaure, Franța, 2002 
(28) BOSSUE, L’INTERROGATION, volum publicat în cadrul revistei NUOVE LETTERE, Italia, no.11/ 1999, dar, apărută editorial în 
2002 
(29) APRÈS L’AMOUR, À LA BELLE ÉTOILE, éd. Le Brontosaure, Franța, 2002 
(30) LA TRADUCTION – ENTRE MYTHE ET RÉALITÉ, éd. Le Brontosaure, 2003 
(31) VADEMECUM (des touristes et hommes d’affaires), ed. Evrika, Brăila, 2003 
(32) Cours de Français en Communication, éd. de la Fondation Académique Danubius, Galați, 2003 
(33) Curs de Franceză Juridică an I, editura Fundației Academice Danubius, Galați, 2003 
(34) Pater Noster, în colaborare cu Dan RÂPĂ, éd. Le Brontosaure, Franța, 2002. 
(35) Semiotică și Comunicare, ed. Evrika, Brăila, 2004. 
(36) Aperçu d’histoire de la littérature française, ed. Fundației Academice Danubius, Galați, 2004. 
(37) Retorică. Teoria Argumentării, ed. Fundației Academice Danubius, Galați, 2004. 
(38) En quête de l’ange, ed. Pallas, Focșani, 2004. 
(39) Stilistica presei, ed. Fundației Academice Danubius, Galați, 2005. 
(40) Cours de français en Relations Internationales, editura Fundației Academice Danubius, Galați, 2005.

## Traduceri
A tradus 8 volume din franceză în română, 22 de volume traduse din română în franceză în editurile străine și 96 de volume în editurile din România. 

### Premii literare
- MEDALIA PARLAMENTULUI EUROPEAN, 1995 ;
- Premiul pentru Traduceri al Fundației Franco-Române FRONDE, 1994 ;
- Premiul Municipiului Galați, 1995 ;
- Premiul de Excelență al editurii Haiku, București, 1996 ;
- Premiul ORION pentru Arta Traducerii, 1996 ;
- Premiul de Excelență al editurii Haiku, București, 1997 ;
- Médaille d’Argent du Rayonnement Culturel, La Renaissance Française, patronată de Președintele Franței, J. CHIRAC ;
- Medalia Jubiliară MATSUO BASHO, 1995 ;
- Premiul Special al Cotidianului VIAȚA LIBERĂ, 1998 ;
- Premiul Municipiului Galați, 1998 ;
- Marele Premiu al Academiei Francofone, 1999 ;
- Medalia de Aur a Academiei Internaționale din Luteția, 1999 ;
- Marele Premiu pentru Literatură al Institutului Italian de Cultură și al revistei NUOVE LETTERE, 1998;
- CAVALER al Ordinului francez al Artelor și Literelor, 2000 (primul de acest fel din istoria orașului Galați !)
- Cetățean de Onoare al Municipiului Galați, 2001;
- Laureat al Cercului european de Poezie – Poesiâs;
- OFIȚER al Ordinului Laurii Academici (Les Palmes Académiques), 2004;
- Cavaler al Meritului Cultural Român, 2004;
- Diploma de Excelență a Județului Galați, 2005;
- Medalia de Argint (cu Diplomă) a Societății Academice ARTS-SCIENCES-LETTRES din Paris, 2009;
- Ofițer al Ordinului francez al Artelor și Literelor, 2009;
- Medalia de aur a Meritului si Devotamentului Francez, 2009;
- Inclus în edițiile 1994-1995, 1996-1997, 1988-1999 și 2000-2001 ale Anuarului Personalităților din Francofonie: LE RICHELIEU ;

### Interviuri
- Interviu cu Prof. Dr. Univ. Constantin Frosin la Radio Prodiaspora
- Interviu cu Prof. Dr. Univ. Constantin Frosin la Radio România Internațional